# Maria G. van Hove-ter Kuile
Maria Geertruid van Hove-ter Kuile (Enschede, 12 augustus 1891 - Laren, 2 september 1965) was een Nederlands schilder van bloemstillevens.

## Leven en werk
Maria of Marie ter Kuile kwam uit een Twentse textielfamilie, ze was een dochter van Hendrik ter Kuile (1853-1935) en Maria Elisabeth van Delden (1857-1938). Haar vader was medeoprichter en directeur van de "firma B.W. en H. ter Kuile" (later "N.V. Spinnerij Tubantia") en wethouder in Enschede. Ter Kuile schilderde vooral bloemstillevens. Ze was lid van de kunstenaarsvereniging Sint Lucas. Ze nam onder meer deel aan een tentoonstelling over Twentse schilderkunst in het Rijksmuseum in Enschede (1933) en een jubileumtentoonstelling van Sint Lucas in het Stedelijk Museum Amsterdam (1940).
Ze trouwde in 1931 met de veertien jaar oudere schilder Gerard van Hove (1877-1936), ze woonde met hem in het schildersdorp Laren. Van Hove-ter Kuile overleed in Laren kort na haar 74e verjaardag. Ze werd begraven bij haar man op de Oosterbegraafplaats in Enschede.